# Ширинян, Аршак Айрапетович
Арша́к Айрапе́тович Шириня́н (арм. Արշակ Հայրապետի Շիրինյան; 1883, Шинуайр — 2 августа 1920, Горис) — армянский политический деятель, депутат Парламента Республики Армения 2-го созыва, участник армянского национально-освободительного движения.

## Биография
Родился в 1883 году в селе Шинуайр (ныне — в Сюникской области, Армения). Двоюродный дед академика Э. А. Шириняна. Получил университетское образование в Лейпциге (Германия). Вернувшись на родину, участвовал в национально-освободительной и политической борьбе. Член партии «Дашнакцутюн».
После провозглашения Республики Армения (28 мая 1918) правительство во главе с премьер-министром республики Ованесом Каджазнуни проводило осмотрительную политику, так как существовала опасность нового нападения турецких войск. Армения избегала признания Зангезура и Карабаха неотъемлемой частью страны, поэтому власти этих областей вынуждены были организовать самооборону. Аршак Ширинян стал членом военного совета Гориса и вошел в Национальный совет Карабаха.

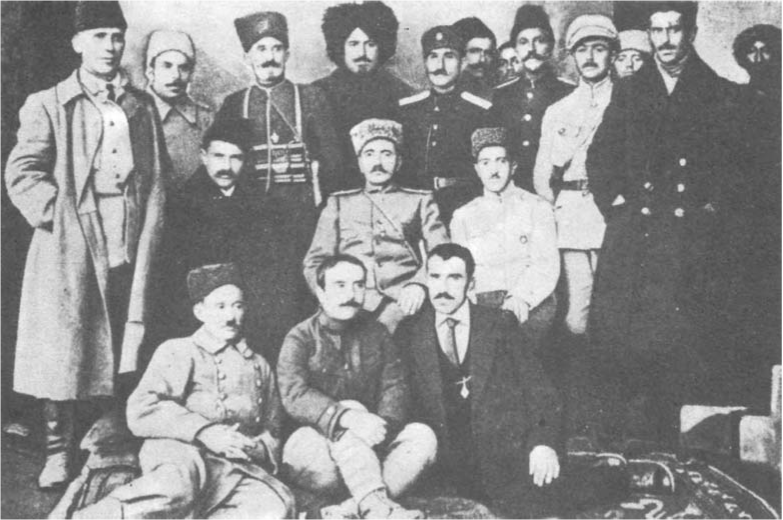
Андраник с членами военного совета Гориса. 1918 г. Первый слева во втором ряду Аршак Ширинян

23 июля 1918 года армянский генерал А. Т. Озанян перебросил свои войска через Нахиджеван в Зангезур. Спустя два дня в Горисе на заседании Национального совета Зангезура обсуждался вопрос встречи войск Андраника и сопровождавшего его многотысячного потока беженцев. Аршак Ширинян был уполномочен передать генералу А. Т. Озаняну приглашение Национального совета остаться в Зангезуре. Их встреча состоялась в июле в Гохтне. Андраник отказался от перехода в Карабах, ссылаясь на то, что положение армян Нахиджевана гораздо хуже.
4 сентября 1918 года А. А. Ширинян, Гедеон Тер-Минасян и Овик Степанян представили генералу А. Т. Озаняну обращение Национального Совета к населению Зангезура с призывом отвергнуть Батумский договор между Арменией и Турцией, подписанный 4 июня 1918 года, по которому армянские земли Сюник и Арцах отчуждались от Республики Арминия, и вести борьбу против турецких захватчиков.
С целью привлечения русскоязычного населения к самообороне А. А. Ширинян отбыл в Базарчай, где жили русские молокане, и проводил разъяснительную работу среди населения. Оттуда через Даралагяз и Новый Баязет — Гавар он прибыл в Эривань, где провёл официальные встречи с руководством республики, выясняя их позицию по вопросу Зангезура. Вместе с тем он передал решение Национального совета и армянского населения области Зангезур отвергнуть Батумский договор. А. А. Ширинян провёл встречи с премьер-министром О. Каджазнуни, А. Хатисяном и А. Манукяном, однако не достиг своей цели. А. А. Ширинян был вынужден вернуться, но рассчитывал, что предстоящее поражение Турции в Первая мировая война даст возможность решить вопрос Зангезура и Карабаха в пользу армян.
28 октября 1918 года в Горис пришёл ультиматум командующего турецкой армии Нури-паши народу Зангезурской области с призывом сложить оружие. Спустя два дня под председательством А. А. Шириняна прошёл съезд представителей области, на котором этот ультиматум был отвергнут, но по вопросу военной поддержки Карабаха мнения делегатов разделились. Одна часть делегатов не одобряла планы похода в Карабах, приводя тот довод, что его судьба будет решена на Парижской мирной конференции. Другие выразили уверенность, что нужно готовиться к боям не только в Зангезуре, но и прийти на помощь Карабаху. В эту группу входил и сам А. А. Ширинян. Прожив несколько лет в Европе, будучи хорошо знакомым с образом мыслей и моралью европейских государственных и политических деятелей, он полагал, что нельзя рассчитывать на решение конференции Великих держав, а Европа считается только с силой и, войдя в Карабах, следует поставить Великие державы перед свершившимся фактом.
После этого А. А. Ширинян предложил делегатам не разъезжаться по местам, а продолжать работать и выработать конкретные решения по вопросам, поднятым на съезде. Также для уведомления армянского правительства о решениях съезда была создана рабочая группа под председательством А. А. Шириняна для подготовки документов.
29 ноября 1918 года генерал А. Т. Озанян начал свой поход в Карабах и добился успеха против турецко-курдских сил в бассейнах рек Забух и Агаро. Однако движение в Шушу было приостановлено приказом командующего союзными войсками в Баку генерала Уильяма Томсона. Приказ был отдан по ходатайству председателя азербайджанского правительства Хана Хойского. Андраник решил подчиниться и уйти из Зангезура. Узнав об этом, Аршак Ширинян написал ему письмо с призывом остаться в провинции и защищать трехсоттысячное армянское население Зангезура и Карабаха:

Дорогой Андраник! Вы многое сделали для армянского народа. Вы всегда высоко и гордо держали знамя сознания и патриотизма. Вы явились самым ярким и красноречивым примером самопожертвования. Одного вашего присутствия в Зангезуре достаточно для сдерживания озверевшей и одичавшей турецкой массы…. На кого Вы оставляете созданный вашей созидательной рукой мир и покой или какими средствами обеспечиваете сохранение мира и удаляетесь?
А. А. Ширинян также считал ошибочной занятую генералом А. Т. Озаняном нетерпимую позицию по отношению к правительству Республики Армения и советовал сотрудничать с правительством.

## Смерть
2 августа 1920 года Аршак Ширинян и В. Хорони были расстреляны в Горийской тюрьме большевиками. Убийство народных избранников подняло волну негодования по всей Армении, прошли многочисленные демонстрации протеста. На траурном вечере в зале парламента с осуждением выступили премьер-министр Республики Армения Амо Оганджанян, председатель парламента Аветик Саакян, Никол Агбалян, другие деятели АРФД и представители партий республики. Расправа с членами парламента Армении была ими расценена как циничный выпад против государственности и грубое попрание международного права.